# Cafundó
Cafundó iés una pel·lícula dramàtica històrica brasilera de 2005 escrita i dirigida per Paulo Betti i Clóvis Bueno i protagonitzada per Lázaro Ramos. La pel·lícula és un biopic basat en el taumaturg preto velho João de Camargo de Sorocaba i basat en el llibare João de Camargo de Sorocaba: O Nascimento de uma Religião de Carlos de Campos i Adolfo Frioli. El títol prové d'un antic quilombo, font de la inspiració espiritual original de João de Camargo, situat a l'actual Salto de Pirapora.

## Trama
Estat de São Paulo, dècada de 1890. João és un antic esclau i fill d'una sacerdotessa orisha i treballa com a muler per un coronel. Un dia, ell i el seu amic íntim Cirino decideixen abandonar la granja. João porta la seva mare a Cafundó, el bastió de la religió afroamericana als voltants. Tanmateix, João abandona la comunitat i fa encàrrecs per treballar en feines menors. Coneix una prostituta posseïda blanca anomenada Rosário i s'enamora. Només després d'un matrimoni infeliç amb Rosário i la desaparició de la seva mare, João té una sèrie de visions i decideix treballar com a líder espiritual per a Sorocaba. El 1906, construeix una església amb l'ajuda de Cirino i comença a predicar la seva fe sincrètica, que és una barreja de culte orisha, veneració dels sants catòlics i, finalment, espiritisme kardecista.

## Repartiment
- Lázaro Ramos - João de Camargo
- Leona Cavalli - Rosário
- Leandro Firmino da Hora - Cirino
- Alexandre Rodrigues - Natalino
- Ernani Moraes - Coronel João Justino
- Luís Melo - Monsignor João Soares
- Renato Consorte - Ministre
- Francisco Cuoco - Bisbe
- Abrahão Farc - Jutge

## Producció
Per reconstruir l'atmosfera del segle xix, es van escollir l'escenari natural de Ponta Grossa i els edificis històrics de Lapa, Paranaguá i Antonina com a llocs de rodatge.

## Recepció
La pel·lícula va guanyar cinc Kikitos d'or al Festival de Gramado, en les categories de millor actor (Lázaro Ramos), millor direcció d'art, millor fotografia i el premi especial del jurat. També va ser premiada com a millor pel·lícula i millor fotografia, a ParatyCine.

## Premis i nominacions
| Any  | Esdeveniment                                  | Categoria                                     | Nominat(s)                   | Resultat  |
| ---- | --------------------------------------------- | --------------------------------------------- | ---------------------------- | --------- |
| 2005 | Festival de Gramado                           | Millor pel·lícula                             | Cafundó                      | Nominat   |
| 2005 | Festival de Gramado                           | Millor actor                                  | Lázaro Ramos                 | Guanyador |
| 2005 | Festival de Gramado                           | Millor director artístic                      | Vera Hamburguer              | Guanyador |
| 2005 | Festival de Gramado                           | Millor Fotografia                             | José Roberto Eliezer         | Guanyador |
| 2005 | Festival de Gramado                           | Millor llargmetratge brasiler en 35mm (jurat) | Cafundó                      | Guanyador |
| 2005 | Mostra Internacional de Cinema de São Paulo   | Millor pel·lícula                             | Cafundó                      | Nominat   |
| 2006 | Los Angeles Pan African Film Festival         | Menção Honrosa                                | Cafundó                      | Guanyador |
| 2006 | XII Mostra de Cinema Llatinoamericà de Lleida | Millor opera prima                            | Paulo Betti i Clóvis Bueno   | Guanyador |
| 2007 | Premi ABC de Cinematografia                   | Millor director artístic                      | Vera Hamburguer              | Nominat   |
| 2007 | Premi ABC de Cinematografia                   | Millor Fotografia                             | José Roberto Eliezer         | Nominat   |
| 2007 | Premi Contigo! de Cinema Nacional             | Millor vestuari                               | Bia Salgado e Vera Magalhães | Nominat   |
| 2007 | Premi Guarani de Cinema Brasiler 2007         | Millor actor                                  | Lázaro Ramos                 | Nominat   |
| 2007 | Premi Guarani de Cinema Brasiler 2007         | Millor actriu secundària                      | Leona Cavalli                | Nominat   |
| 2007 | Premi Guarani de Cinema Brasiler 2007         | Millorr Fotografia                            | José Roberto Eliezer         | Nominat   |
| 2007 | Premi Guarani de Cinema Brasiler 2007         | Millor maquillatge                            | Siva Rama Terra              | Nominat   |